# 华堂王氏宗祠
华堂王氏宗祠浙江省绍兴市嵊州市金庭镇华堂村，由大宗祠和新祠堂两座祠堂组成。大宗祠始建于明正德七年（公元1512年），是为祭祀王羲之三十六世孙王琼夫妇而筑。建筑面南向，面积约1800平方米。华堂村是王氏聚居地，华堂王氏宗祠对研究王氏家族文化具有重要意义。2013年5月，列入第七批全国重点文物保护单位。